# Ploceus alienus
El tejedor extraño (Ploceus alienus) es una especie de ave paseriforme de la familia Ploceidae. Se encuentra en África, concretamente en la Selva montana de la falla Albertina.